# Историја Краљева

## Рана историја
Далека историја краљевачког краја није истражена иако логичке претпоставке, с обзиром на географски положај и појединачна археолошка открића (тумули, „бакарне стрелице“ итд), указују на постојање насеобине и две хиљаде година пре наше ере. На основу резултата досадашњих истраживања најстарији трагови материјалне културе потичу са неолитских локалитета Дивље Поље у Ратини и „Лађариште“ у селу Врњци.
Вероватно је да је грчки утицај стигао до ових крајева још у VI веку пре наше ере (грчки шлем, златни и ћилибарски накит, керамичко посуђе) на чувеним археолошким налазиштима са ширег подручја Ибра и Мораве (Атеница, Петрова црква и Крушевица).
Сматра се да је Ибарска долина, као природна саобраћајница, довела и Римљане у овај крај. Стварањем римских провинција на Балкану територија данашњег града и околине постаје гранична зона између горње Мезије и Далмације. Римљанима су ови крајеви били значајни, пре свега због рудног богатства а и због постојања геотермалних извора. Из античког периода потиче и вотивна ара посвећена Јупитеру, пронађена у горњем Лашцу, као и цигларска пећ откривена у Чибуковцу.
И средњи век је за краљевачку локалну историју у великој мери још у тами, мада прошлост која се везује за овај крај превазилази значај локалне историје. Према неким претпоставкама, доњи Ибар је „првобитна српска област“, најстарије језгро привредног, друштвеног и политичког живота код Срба. Прва српска држава, Рашка, настаје у XI веку, а малобројни подаци говоре да је област Краљева у најактивнијем делу српске државе. О томе сведоче и бројни манастири: Студеница (1188) - престоница и маузолеј родоначелника најзначајније српске династије, Стефана Немање; Жича - од 1219. године седиште српске аутокефалне архиепископије и место крунисања српских краљева; затим Љубостиња, Градац, Павлица, средњовековни град Маглич и други. Овај крај пао је под турску власт седамдесетак година после Косовског боја - 1458-59. године.
Село Рудо Поље, од кога је настао Карановац, а од овога касније Краљево, настало је у задњој четврти 14. века, односно, највероватније, између 1375. и 1400. године. О пореклу и значењу имена Рудо Поље нема пуно података. Поред других значења (нпр. ливада са травом коју је сунце опалило) може се протумачити и као топоним у блиској вези са рударством.
Рудо Поље се налазило на истом оном месту на коме се касније развија Карановац: у данашњем Сијаћем пољу, преко пута ушћа реке Рибнице у Ибар, на самој левој обали Ибра, па низводно.

## Турска владавина
Област доњег тока реке Ибар, као саставни део Српске деспотовине, пада под турску власт 1459. године.
Средњовековно село егзистирало је као важно насеље и под турском окупацијом. Помиње се 1528. као влашко село у пожешкој нахији са 22 куће у којима је поред кућних старешина било још 54 одрасле мушке главе.
У другој половини 16. века, 1560. године, насеље је у једном турском дефтеру забележено као „село Рудо Поље, друго име Карановац“. Крајем 16. века, назив Рудо Поље више није био у употреби и насеље се звало само Карановац.
Постоји више тумачења порекла имена Карановац. Прво, име Карановац је добивено по Карану, оцу владара из половине 15. века, кнеза Шобата. Друго, по црном, кара новцу који је пронађен у близини насеља, треће, да постанак овог имена сеже дубоко у средњовековну српску историју тј. од речи 'карен' што је саска реч за руду - тако да је то само превод речи 'Рудо поље'. Постоји и једно новије тумачење - да име потиче од старогрчке речи 'каранос' - главар, владар.
Бржи развој Карановца пада у доба аустријске окупације северне Србије 1718—1739. године. Пожаревачким миром 1718. године установљена је граница на Западној Морави између Аустрије и Турске. Карановац постаје важно погранично насеље и стечиште одбеглих Турака из Чачка, Крагујевца и других насеља која су припадала Аустрији. У њему је основан и чумурук (царина). Карановац је са још неколико сеоских насеља сачињавао посебну мукаду тј. подручје подређено султану, а које је он по свом нахођењу могао да даје под закуп.
Карановац као војно-стратегијска тачка у прво време није имао неки шири привредни значај. Нешто касније Карановац се развио у најзначајније место на подручју између Алаџа Хисара (Крушевца), Ужица и Новог Пазара. Он је постао турска паланка са кућама од дрвета, ограђена високим зидовима и настањен углавном муслиманским живљем - Турцима, Арбанасима, с нешто Цинцара и врло мало Срба десети део свеукупног становништва. Крај Карановца у коме су становали Срби звао се варош (Стара варош) и био је на западу, а крај у коме су живели Турци лежао је на истоку. Ова два краја била су растављена празним простором.
Преко ове паланке одвијала се трговина караванским саобраћајем. У Карановцу се налазио караван-серај, који је изгорео у аустро-турском рату 1737—1739. године када је и само насеље порушено и попаљено. Сем тога, у Карановцу је поред земљорадње било развијено и занатство. Тако је ова паланка 40-их година 18. века постала једно од највећих турских насеља у овом делу Србије.
У другој половини 18. века, Карановац је варошица касаба на ушћу реке Ибар у Мораву, у којој је 1784. године, према подацима аустријског официра Паула Митисера, било 100 кућа: 11 српских и 89 турских. Поред осталог, насеље је имало два хана, три кафане, две пекаре и једну велику џамију.
Крајем 18. и почетком 19. века Карановац је био значајна караванска станица и утврђено место. Основна функција су му биле саобраћајна и стратегијска. Сем занатства и трговине који су били подређени тим функцијама, становништво се бавило и пољопривредом.

## Ослобођено Краљево
1805. године, пре него што су устаници опколили Карановац, Карађорђе је упутио један одред војске према Ужицу, а други према Јагодини, како би се обезбедио од изненадног напада Турака са тих праваца, а главнину војске - од око шест хиљада Срба - пошаље на Карановац под заповедништвом војводе Радича Петровића. Са Радичем је ишао и Карађорђе, Јанко Катић, Сима Мирковић, Васа Чарапић, Станоје Главаш, Лазар Мутап, Прота Матеја Ненадовић и многе друге угледне личности из првог устанка. Бој је отпочео 18. јуна и са прекидима трајао до 29. јуна. Било је доста мртвих Срба и Турака. Варош се није могла лако заузети јер је према копну била опасана дубоким шанцем и високим палисадама. Паша Ферхатовић из Новог Пазара слао је своје делегате Карађорђу и молио га да из опсаде пропусти карановачке Турке. После преговора, Турци су били пропуштени на Петровдан, а Срби парадом уђу у варош и целу је запале. Изгорела је и варош и џамија.
Друштвено-економски живот Карановца у време устаничких година био је жив. На рушевинама старе турске вароши израста нови српски Карановац, који постаје живо трговацко и занатско место, значајна војна база, саобраћајни чвор и административно-судски центар нахије.
После паљења и рушења Карановца 1805. године протерано је муслиманско становништо. Почели су да пристужу Срби занатлије и трговци који су заменили Муслимане. У Карановцу се поново развило занатство које је и за време Устаника било еснафски организовано. Занатлије разних струка према архивским подацима, обављали су испоруке и самом вожду.
Занатство и трговина били су подређени основној функцији тадашњег Карановца - стратегијској, војној бази Устаника. Такође, манастири Жича и Студеница су тада а и касније повољно утицали на занатство и тговину у Карановцу. Карановачке занатлије и трговци износили су своју робу на чувене саборе - вашаре око манастира који су били добро посећивани. Карановац је имао живу трговину са Новим Пазаром. Њоме су се бавили готово сви слојеви становника - старешине, трговци, досељеници који су познавали саобраћајне везе, привредне прилике и пословне људе на страним подручјима, и сами пољопривредници. Карановачки војвода је преко трговаца вршио набавку хране и стоке за устаничку војску. У ствари, ова трговина је личила на реквизицију уз признанице и на вересију. Карановац је до краја устанка био један од највећих снабдеваца брашна за устаничку војску. У време И српског устанка трговина се обављала и са Босном, Приморјем, Аустријом и Турском. Крупна стока извожена је у Босну и Приморје, свиње у Аустрију, а у Турску овце, козе и коњи. У извозу су били заступљени сем живе стоке и сточни и други производи.
Овакав динамичан друштвено-економски развој, прекинут је у јесен 1813. године када су Турци поново уништили Карановац. Међутим, у Другом српском устанку он је био међу првима ослобођен, половином јула 1815. године. Устаницима се предала турска војска која је бројала око 300 војника. Тако је коначно у овом крају престала да постоји непосредна турска власт.
Ослобођењем у II српском устанку 1815. године Карановац и његова околина постају опет важно привредно средиште. Карановац 1836. године има „три главна сокака“, чаршију, главни трг и шанац око вароши. У њему је тада пописано, премерено и продато 125 дућанских плацева и земљишног фонда створеног откупом плацева од Турака, које су после доношења Хатишерифа 1830. и 1833. године своје земље и зграде продавали Србима.
Варош се током 19. века изграђивала - просецани су и калдрмисани нови сокаци, подизане школе и зграде управних институција, варош се снабдевала здравом пијаћом водом.
Друштвено-економски развитак Карановца и његове околине омогућио му је стварање појединих градских функција, које су имале значаја не само за варош већ и за његову околину.
Карановац је од завршетка II српског устанка па за пет наредних година био седиште пожешке нахије, којом је управљао поп Никола Костић. Затим је нахијско седиште 1819. године премештено у Чачак. Од 1821. године варош Карановац је припадала смаилском срезу пожешке нахије. Доношењем Сретењског устава 1835. године управна подела Србије заснована је на 'окрузима, срезовима и општинама, Карановац постаје 1838. године седиште истоимене општине и среза у саставу Чачанског округа. Значај Карановца као управног седишта нарочито је порастао премештањем 1853. године Окружног начелства и Окружног суда из Чачка, а 1854. године у њега је пресељено и седиште епископа жичког, где се и данас налази. Међутим, Карановац није дуго остао седиште округа. Окружна начелства су 1859. године опет враћена у Чачак.
Од почетка овог периода Карановац је имао привреду извозног карактера. Развила се трговина производима. Трговало се са Аустријом, Босном. Међутим, и поред тога што се трговина одвијала преко великог броја трговаца, Карановац у овом периоду није успео да се развије у већи трговачки центар. Трговина се и даље одвијала старим путевима, тако да трговци нису успели ни даље да постану нешто више него ситни трговци стоком. Стока је извожена у Аустроугарску, а у време Царинског рата у Александрију у Египту. До Првог светског рата Краљево је имало "највећи и најмодернији млин на Балкану"
У Карановцу је у овом периоду привреда, нарочито занатска делатност била је у сталном порасту Од еснафске уредбе донете у Србији 1847. године па до краја XIX века у Краљеву су основани следећи претежно мешовити еснафи: терзијски, обућарско-мутавџијско-лончарски, трговачко-балкански, опанчарски, абаџијски, столарско-зидарски, сарачко-прешљарски и кожарски, трговачко-мануфактурни, терзијско-кројачки и браварско-ковачки мешовити.
Да би код земљорадника подстакла интересовање за савремену обраду земљишта и увођење модернијих справа, основана је у Краљеву 1882. године Ратарска школа. Ова школа, чији је први директор био познати стручњак др Ђорђе Радић, била је једина ове врсте у Србији. Из списка инвентара види се да је школа била богато снабдевена великим бројем модела воћака, пуњених животиња и великом збирком семења за практичну наставу. Велики успех школа је постигла на изложбама не само у земљи, већ и у иностранству, у Анверсу 1888 и у Паризу годину дана касније на којима је добила високо признање и одликовања.
Карановац је указом краља Милана Обреновића од 19. априла 1882. године променио име у Краљево као успомена на проглашење Краљевине Србије и долазак првог крунисаног владара после косовске трагедије у ову варошицу.

## Први светски рат
Сарајевски атентат пружио је прилику Аустроугарској да ратом сломи Србију, чија је војска била уморна и истрошена после Балканских ратова и да загосподари моравско - вардарском долином ради намераваног даљег продирања на југ. И поред тога што је непријатељ располагао великом надмоћношћу у људству и материјалу, он је 1914. године био потучен и избачен из Србије.
Зато је почетком октобра 1915. године упућена против Србије велика и одлично опремљена војска под командом немачког војсковође Макензена. Својом надмоћном војском којој се ускоро придружила и Бугарска, Макензен је започео офанзиву против Србије на фронту дугачком 1000 километара
Нападнута са свих страна, преморена од борби у протеклој години и остављена без помоћи савезника српска војска је била приморана на одступање. Најзад, почетком новембра 1915. године српска војска, дипломатски кор и српска врховна команда повлаче се у Краљево које је било прва концентрациона тачка и које је као важан железнички чвор у овим драматичним данима, када је српска војска била окружена са севера, истока и југа, одиграло значајну улогу.
Намера српске врховне команде била је да се брани улаз у Ибарску клисуру и пут ка Рашкој којим је требало у случају сталног непријатељског притиска, да српска војска одступа ка косову. У борбама око Краљева наше трупе су успеле да код Милочаја, и поред велике надмоћи непријатеља, спрече за извесно време пребацивање противничких јединица на десну обалу Мораве. Успешне борбе вођене су и на одсеку фронта од села Обрва до села Поповићи. Дух, морал и дисциплина српских бораца и команде били су на висини.
Првих дана новембра 1915. године вођене су жестоке борбе за мостове на Западној Морави код Милочаја. Ослањајући се на своју бројну и материјалну надмоћност, непријатељ је успео да се пребаци на десну обалу Мораве код Краљева. Макензен је издао наредбу да се енергично иступи јер „што скорије избијање код Краљева и одбацивање непријатеља од тамошњег друма који води према југу од одлучујућег значаја“.
И поред снажног отпора и честих противнапада српских трупа ситуација код Краљева била је критична. Непријатељ је снажном ватром обасипао српске положаје и железничку станицу у Краљеву на којој је вио врло жив саобраћај. Поред тога и немачка авијација појачавала је из дана у дан своје дејство.
У Краљеву је тих дана, поред великог броја избеглица из свих крајева Србије, боравила српска влада српска врховна команда и дипломатски кор. Један страни дипломата који се тада налазио у Краљеву писао је да је „ово први пут у историји данашњице да је седиште генералштаба истовремено и седиште дипломатског кора и да се на тај начин, дипломати налазе на фронту“ Неколико дана касније, два аутомобила и три камиона пребацили су дипломатски кор и њихове ствари у Рашку.
У Краљеву је врило као у котлу. По његовим улицама ишле су колоне за колоном, коморе и рањеници по јесењој киши и блату. У граду је постојао само један хотел - "Париз" који је као и остале куће био крцат избеглицама које су спавале и по хотелским ходницима. За прихватање болесника и рањеника са овога сектора, у Краљеву је формирана прихватна болница. Према сећању једног очевица, Краљево је у тим данима имало толико сакупљеног света „као никад дотле“. Становништво Краљева које је до пре неколико дана бројало око 5.000 лица повећало се због избеглица на 100.000 који су се због оскудице у становима разместиле по радњама, установама, па чак и по улицама. Број становника повећавају и гомиле заробљеника које стално пристижу. Велики кружни простор трга у центру града био је испуњен уморним и испијеним војницима, рањеницима, избеглицама, заробљеницима који су се одмарали заједно са чопорима оваца и говеда. Али и сва краљевачка околина, по речима једног учесника у овим догађајима, сва поља, ливаде и брежуљци који су окруживали град били су претворени у један огроман бивак. Разуме се додаје он, да су сва животна средства била исцрпена. „Једно парче црног хлеба плаћало се десет и двадесет динара. гомила без престанка све се више увећавала. Топови грувају пред самим градом, што изазива велику панику
Дању и ноћу бујица живих бића сурвава се као у провалију у долину Ибра, једини слободан пут који преко Рашке омохућава да се повуче на југ“.
И поред противнапада српских трупа на Камиџору, код Тавника Милочаја и Врбе и рушења железничког моста на Ибру и друмског моста на јужном ободу Краљева непријатељ је успео да 6. новембра заузме Краљево Под тешким атмосферсим приликама, уз велике напоре, српска војска се повлачила Ибарком клисуром ка Рашкој и даље према Косову. Сви непријатељски покушаји да преко Јошаничке Бање и Рашке угрози бокове и спречи одступање били су осујећени. Пружајући снажан отпор српске јединице су се постепено повлачиле бранећи главну комуникацију Краљево - Рашка - Нови Пазар - Косовска Митровица. Са војском се повлачило и становништво; људи, жене и деца напуштали су своје домове и одлазили гладни и изнурени излоканим путевима у неизвесност Глад, зима и болести десетковали су ове колоне у одступању
За време непријатељске окупације становништво Краљева поднело је велике људске и материјалне жртве. Када је у пролеће 1917. године у Топлици избио устанак против бугарских окупатора, он је захватио не само Топлицу, него и цео копаонички и крушевачки крај Устанак је имао одјека и у краљевачком крају где су често крстариле комитске чете. „Ибарско - копаоничког комитског одреда“, који је још у првој половини марта формирао Коста Војновић четнички војвода и један од вођа топличког устанка. Кад је бугарска војска крваво угушила устанак растурила и разбила устаничке одреде, над становништвом овога краја вршени су варварски злочини Поплашени зверствима бугарских трупа, много народа нарочито из рашког округа бежало је у Краљево и његову околину.
После пробоја Солунског фронта 1918. године и гоњења непријатеља ка северу, један извиђачки ескадрон српске војске стигао је 19. октобра по подне до Врњачке Бање док је непријатељ штитио митраљеском ватром свој прелаз преко Мораве код Новог Села, Грачаца и Подунаваца. У самом Краљеву и на левој обали Ибра непријатељ се укопао а на прилазима града направио је засеке препреке од оборених стабала. Међутим и поред његовог покушаја да задржи офанзиву српске војске она је у незадрживом наступу ослободила Краљево 23. октобра 1918. године и продужила напредовање ка северу Српске јединице биле су у граду одушевљено дочекане, док су жене по традиционалном обичају везивале пешкире официрским коњима око врата Када је српска војска ушла у ослобођено Краљево, у њему је било једва око 2.000 становника.

## Између ратова
Жички срез је у Краљевини СХС 1922-29. припадао Рашкој области, са средиштем у Чачку, затим је био најзападнији део Моравске бановине, са средиштем у Нишу.
Градња велике радионице локомотива и вагона је почела већ 1924. године, а конструкције хала и машине су набављане у Немачкој на основу репарација. Железничка раљдионица је прорадила у априлу 1936, а први вагони за оправку су стигли следећег августа. Споменик српским ратницима је подигнут 1934. године.

## Други светски рат
6. априла 1941. године, изненадним терористичким ваздушним бомбардовањем Београда отпочео је напад нацистичке Немачке на Југославију. У овом нападу, без објаве рата, учествовале су, поред Немачке, и Италија и Мађарска. Тог дана и Краљево је нападнуто, а остало је забележено да је противавионска митраљеска јединица Југословенске војске са положаја код Краљева оборила један немачки авион. Пилоти су заробљени и предати војној команди у Краљеву.
Априлски рат је кратко трајао. Очекујући надирање непријатеља, Јединице ЈВ су минирале и порушиле све друмске и железничке мостове преко р. Ибар и Западне Мораве, на правцима од Краљева према Крушевцу и Крагујевцу, дигле су у ваздух складишта бензина у с. Богутовац (Лопатница) и Шумарице, а главну халу Фабрике авиона у Краљеву делимично онеспособиле.
Без велике борбе, Југословенска војска се 13. априла повукла ка Чачку, а у Краљево су, из правца Крушевца, из мањи отпор (борбе вођене на Пљакином шанцу, код градске Поште, на Камиџори и на још неким локацијама), ушли делови немачке 60. моторизоване дивизије 14. армијског корпуса. Већ 18. априла Краљевина Југославија је капитулирала пошто су три дана раније краљ и влада напустили земљу.
После уласка немачких трупа у Краљево, зграда Пољопривредне школе је претворена у касарну. Доведен је већи број сељака - војних обвезника из околине Трстеника и Врњачке Бање, који су у главним улицама Краљева вадили стару турску калдрму и, ради лакшег кретања возила, постављали макадам.
Већ почетком маја 1941. народ Србије почиње да се припрема за оружани отпор. Генералштабни пуковник ЈВ Драгољуб Дража Михаиловић са 26 официра одлази на Равну Гору и почиње да се повезује са избегличком владом Краљевине Југославије. И Комунистичка партија почиње да организује своје присталице у партизански покрет.
У то време, у Краљево је дошао већи број избеглица из разних крајева земље, посебно из Хрватске, Македоније, Босне и Херцеговине и Војводине. Касније је и Краљево стигла велика груа словеначких изгнаника. Већина њих се запослила на железници и у Фабрици вагона.
После 7. јула (ликвидација жандармеријске патроле у Белој Цркви) и 12. јула (проглас ЦК КПЈ о отпочињању борбе против окупатора), и у краљевачком крају почиње формирање борбених партизанских група. Прве акције партизанског одреда биле су заплене војног радио-апарата и писаће машине од локалног учитеља у селу Ратина и одузимање оружја од мештана села Вукушица и Грачац.
Краљевачки званичници су током ратних година упозоравали грађане на опасност од оружане побуне против надмоћног непријатеља. Тако је тадашњи председник општине Краљево Душан Крстић крајем јула '41. године одржао говор о “пакленом смеру комуниста” и позвао грађане да буду лојални окупатору, упозоравајући их на могуће несагледиве последице. И поред тога, крајем јуна формиран је Гочки партизански одред (први командант - Павле Јакшић) који је био повезан са Драгославом Богавцем, председником Окружног комитета КПЈ за краљевачки округ. Координисано, свакодневно су вршили диверзије у граду и околини.
У јулу '41. године почело је формирање Ибарског четничког одреда под командом војводе Вула Вукашиновића, чији се штаб налазио у селу Врба.
На Крњој јели на Гочу, 19. августа одржан је састанак између четничког војводе Вула Вукашиновића и команде Гочког партизанског одреда (Павле Јакшић, Миро Драгишић и Владимир Радичевић) на коме је договарано о сарадњи Вулових четника и партизана у борби против окупатора.
Дана 27. августа '41. форимран је краљевачки народноослободилачки одред „Јован Курсула“. У његовом саставу налазиле су се 1. гочка и 4. драгосињачка чета, Чибуковачка чета и 3. прекоморавска чета - о чијем формирању је донета одлука и одређено руководство: командант Павле Јакшић, политички комесар Миро Драгишић Пипер, заменик команданта - уједно командант логора - Владимир Радичевић, интендант Жика Чукулић Света и одредски лекар и члан штаба одреда др Гојко Николиш Медико.
Дана 29. августа, немачке власти у Србији образовале су квислиншку владу Србије под председништвом Милана Недића, армијског генерала ЈВ, са задатком да заједно са немачким јединицама угуши устанак у Србији.
Партизанске борбене групације у септембру почињу акцију спаљивања општинских архива по селима. Тих дана, неповратно су изгубљене архиве у Ласцу, Врдилима, Тавнику, Самаилима, Вранешима, Ратини, Жичи, Милочајима, Лађевцима, Мрсаћу, Цветкама и другим селима, као и у Матарушкој Бањи. Предузете су акције на рушењу мостова на мањим рекама чима су прекинуте саобраћајне везе Краљева са околним местима.
17 чланова блех-музике Добровољног ватрогасног друштва из Краљева су 27. септембра, марширајући уз музику, изашли из града и отишли у Краљевачки НОП одред. Истог дана, Немци су, у Краљеву, отпочели са регистрацијом мушког становништва.
Дана 29. септембра, у оквиру формирања слободне територије "Ужичка република", прва гочка чета Краљевачког НОП одреда (око 60 бораца), под командом штаба одреда, ослободила је Ушће у коме се налазило једно одељење немачког 2. батаљона 521. армијског пука за везу и 17 југословенских жандарма. У току борбе одбијена је интервенција оклопног воза, који је из Краљева упућен у помоћ нападнутој посади. Пар дана касније, здружене партизанско - четничке снаге ушле су у Чачак.
Почетком октобра, у Чачку је, на основу споразума између Врховног штаба НОП одреда Југославије и Драже Михаиловића, формиран заједнички партизанско-четнички Оперативни штаб, ради руковођења борбама за ослобођење Краљева. Под његовом командом биле су све партизанске и четничке јединице ангажоване у директном нападу на Краљево, као и оне које су на разним правцима обезбеђивале тај напад.
Немачки фашисти су 4. октобра затворили раднике Фабрике авиона у Краљеву. Пошто су на крају радног времена затворили све фабричке капије, око 600 радника ове Фабрике Немци су спровели у локомотивску халу Фабрике вагона.
Дана 5. октобра отпочео је покрет ка Краљеву партизанских и четничких јединица чачанског краја, које су одлуком Оперативног штаба одређене за учешће у блокади и нападима на тај град. Један вод Крушевичке чете Краљевачког НОП одреда ушао је у Матарушку Бању, пошто се одељење фелџандармерије повукло у Краљево.
Са положаја у с. Сирча 9. октобра отпочела је дејство четничка артиљерија. Четнички Капетан Миљевић са брда званог „Чукара“ у Сирчи испред куће Миде Вучетића испалио први устанички артиљеријски метак на Немце и другом гранатом погодио немачки „Физлер 151 Цл шторх“.
У ноћи између 10. и 11. октобра, устаничке снаге (четничке и партизанске јединице) извршиле су снажни напад на утврђени немачки гарнизон у Краљеву. Главни напад извршен је у захвату река Западна Морава и Ибар, односно дуж комуникације Чачак - Краљево и Рашка - Краљево. Напад су извршиле јединице Драгачевског и једна чета Љубићког батаљона Чачанског НОП одреда, 2. чибуковачка и Дедевачка чета Краљевачког НОП одреда и Јелички четнички одред. Напад на Краљево није успео. Крајње неповољан однос снага, изразита надмоћност Немаца у борбеној техници, добро организовани и утврђени положаји, као и сам положај Краљева (скоро опкољен двема рекама - што је сужавало маневарски простор и упућивало углавном на напад из једног правца) и необученост устаничких снага за напад на насељено место били су пресудни за исход напада. У току следеће ноћи поновљен је напад на Краљево, углавном истим снагама и у истом распореду као претходне ноћи, али ни овај напад није успео, иако је један вод 3. драгачевског батаљона Чачанског НОП одреда успео да се пробије до центра града, где је убио једног немачког официра, после чега се, као и остале јединице, повукао на полазне положаје.
Дана 14. октобра, Немци су на превару ухапсили око 400 радника и службеника железничког чвора у Краљеву и затворили их у локомотивску халу Фабрике вагона. Они су стрељани са осталим таоцима у масовном покољу грађана Краљева октобра 1941. године. У ноћи 14/15. октобра, делови Чачанског и Краљевачког НОП одреда и четничке јединице извеле су још један напад на Краљево, коме је претходила снажна артиљеријска припрема са положаја на Ружића брду и Сирчи. Ни овај напад, изведен са тежиштем у захвату р. Западне Мораве и Ибра, није успео, мада су поједини делови Чачанског одреда (на правцу од Пољопривредне школе), и поред снажне и добро организоване одбране, продрли дубоко у одбрамбени распоред немачких снага.
Дана 15. октобра, командант немачког 749. пешадијског пука 717. дивизије мајор Ото Деш објавио је, путем плаката излепљених по Краљеву, увођење ванредног стања са преким судом, чиме је означио почетак злочина у коме ће бити „уништене и породице“. Истовремено са објавом ванредног стања, Немци по граду почињу хапшење мушкараца од 13 до 70 година старости. Ухапшене, међу којима је било доста избеглица из разних делова земље, затварају у локомотивску халу Фабрике вагона. Само неколико часова касније, немачки злочинци су почели крвави посао: из локомотивске хале извели су групу од око 100 мушкараца и наредили им да копају велику раку. Предвече су их Немци постројили и стрељали. После њих извели су и стрељали још две групе од по 100 талаца. За време док су у кругу Фабрике вагона стрељали грађане Немци су по граду вршили систематски претрес кућа и рацију, одводећи на стратиште нове жртве. Према немачким извештајима у кругу Фабрике вагона стрељано је у току 15. и 16. октобра 1.736 мушкараца и жена.
Немачка команда и општинска управа у Краљеву одредили су делегацију грађана и упутили је у село Дракчићи, са задатком да од Оперативног штаба захтева обуставу опсаде Краљева и повлачење устаничких јединица. Немци су претили да ће истребити становништво и запалити град, ако устаници не прекину блокаду Краљева.
17. октобра, у кругу Фабрике вагона, група радника Фабрике авиона, ватрогасаца и грађана (њих око 160) сакупљала је лешеве до тада стрељаних грађана и сахрањивала их у ископану раку. Жене су сахранили у заједничку гробницу (у кругу садашње Фабрике намештаја „Јасен"). Немачки командант места Мациовиц се преко градског добошара извињава Краљевчанима за несрећу која их је задесила и обећава да стрељања више неће бити. Поред тога, наређује да сви мушкарци старији од 18 година наредног дана дођу у општину ради овере личних карата. Одазивајући се позиву немачког команданта места, већи број грађана Краљева дошао је 18. октобра у Општину ради овере личних карата. Немци су окупљене грађане опколили и спровели у локомотивску халу Фабрике вагона. Оне који су већ оверили личне карте, сачекивали су на раскрсинацама улица и камионима одвозили у круг Фабрике вагона.
Стрељања су настављена и 20. октобра. Овога дана су стрељали оне који су похватани на превару 18. октобра - приликом овере личних карата. И ову групу стрељаних сахрањивали су радници Фабрике авиона и једна група ватрогасаца.
Тек по ослобођењу Краљева, 15. октобра 1945. године одржано је прво и једино опело (до демократских промена 1997. године), на месту где су лежале кости стрељаних грађана. Уз присуство великог броја мештана опело су, уз панаију и свеће, одржали свештеници краљевачке цркве, попови Славољуб Мршовић, Драгомир Милошевић и Света Јовић.
У ноћи између 31. октобра и 1. новембра, Чачански и Краљевачки НОП одред, Рударска чета Копаоничког НОП одреда и четничке јединице извршиле су последњи напад на Краљево. Напад је изведен нешто слабијим пешадијским снагама и истим правцем као и претходни напади. Мада су тенкови, праћени бомбашким групама, продрли дубоко у град (до садашњег Дома Војске) напад није успео, јер су Немци ватром из пешадијског наоружања успели да задрже делове пешадије, који су пратили тенкове. Рударска чета је продрла скоро до центра града, али је као и остали делови устаника, морала да се повуче. Следећи дан, Дража Михаиловић је издао наређење о повлачењу четничких јединица са положаја код Краљева што је довело и до повлачења партизана ка Чачку и Ужицу и опсада града је окончана. 29. новембра '41. године, немачке снаге су ушле и у Ушће.
Осим одмазде у самом граду, немачка војска је одмазду у јесен 1941. године спроводила и у околним селима Жичког среза. До сада је поименице утврђено 264 лица која су страдала у овим немачким казненим ескпедицијама. Међу њима су 104 особе старије од 50 година, 45 жена и 15 деце. Дана 10. октобра 1941. године шест немачких бомбардера је гађало Манастир Жичу, при чему је манастир претрпео велика оштећења.
Наредне три године, Краљево је покушавало да се опорави од крваве јесени '41. Краљевачки окружни и срески начелници (Милија Диковић, Драгољуб Маринковић, касније и Момчило Достанић и Мирослав Аћимовић ...) одржавали су зборове мештана Краљева и околних села, саветовајући их и молећи да се покоре окупационој власти, јер то је био једини начин да се преживи у тим тешким временима. У јулу '42. године, на хумкама у које су сахрањени краљевачки родољуби стрељани октобра '41. године, подигла се земља и из њих је “проврела” сукрвица и крв. Немци су организовали кулук, те је довлачен шљунак из р. Ибра и разастиран по хумкама, које су онда Немци равнали тенковима. У неколико наврата током '43. и '44 године, код аеродрома у Краљеву Немци су стрељали и по стотину људи. 7. јуна '43. у потоку иза Пољопривредне школе у Краљеву Немци су стрељали 41 лице, становнике Краљева и околних места. Тела убијених сахрањена су на месту стрељања.
Поред немачке војске, и бугарска војска је на подручју Краљева током Другог светског рата вршила ратне злочине. Немачке оперативне турпе у Србији, које су морале да се пребаце на Источни фронт, замениле су трупе Првог окупационог корпуса из Бугарске, потчињене немачком Војном заповеднику Србије. На подручје Врњачке Бање и околних села бугарске трупе пристижу почетком јануара 1942. године, а у јуну у Краљево долази бугарска 9. пешадијска дивизија. Бугарски војници су били смештени на Ратарском имању, у касарни и коњушници у Хаџи-Милентијевој улици (данашње насеље Моше Пијаде), а становали су у Старој железничкој колонији. Штаб 9. дивизије је у априлу 1943. године заменила 24. пешадијска дивизија. Главни задатак бугарских трупа је био да обезбеђују важне саобраћајнице. Убрзо по доласку у Краљево, бугарски војници су почели да изазивају инциденте, често нападајући жене и децу. Дана 18. марта 1943. године око 200 наоружаних Бугара је у Рибници код Краљева претукло групу српских сељака. Становништво је највише страховало од крађа које су бугарски војници често вршили. Као изговор су коришћени и претреси, које су бугарске трупе вршиле и самостално и у сарадњи са Немцима. Једна од највећих заједничких акција две окупаторске војске спроведена је 23. фебруара 1943. године, када је извршена блокада Краљева и том приликом је ухаппшено око 150 лица, махом чланова КПЈ и СКОЈ-а и њихових симпатизера. Бугарске трупе су активно учествовале у стрељањима које је извршила немачка војска у току 1943. године. Прво стрељање је извршено 30. марта 1943. године на локацији Стари аеродром у Краљеву, а повод је било убиство 3 немачка војника у Горњем Дубцу. Жртве су ухапшене у околним селима. По извештају Недићеве владе стрељано је 100 лица у Краљеву и још 50 затвореника из логора на Бањици. На Ратарском имању је током јуна 1943. године у више наврата стрељано још лица, а повод за ова стрељања је било убиство 3 Руса белогардејца. Бугарски војници су учествовали у хапшењу, чувању и испитивању жртава, као и у њиховом стрељању. Бугарске трупе су на подручју Краљева остале до свог повлачења у августу 1944. године. По досадашњим подацима, бугарска војска је директно одговорна за смрт 41 лица, 4 силовања и десетине претупчених и опљачканих грађана. Поред тога, бугарске трупе су одговорне и за стрељања у току 1943. године која су извршиле заједно са Немцима.
Почетком јануара '44. године из Горњег Хлумеца код Прага стигао је у рејон Краљева 500-ти падобранско-ловачки батаљон ради обуке за ваздушно-десантну операцију „Коњићев скок“, односно дрварску операцију.
У ноћи између 30. и 31. марта '44. године, партизанске снаге су почеле ослобађање садашње краљевачке општине. У склопу операција 2. пролетерске и 5. НОУ дивизије,. године, 4. пролетерска (црногорска) бригада 2. пролетерске дивизије заузела је рудник угља, део Ушћа и село Лозно, на левој обали реке Ибар. 10 арила, 4. пролетерска бригада је потисла немачке јединице у село Роћевиће.
Дана 20. маја, штаб 500. СС падобранско-ловачког батаљона, који се налазио у Матарушкој Бањи, издао је „Припремну наредбу за пребацивање батаљона на полазне аеродроме, ради даљег транспортовања до аеродрома са којих ће кренути у акцију“, тј. напад на Дрвар. Штаб 15. брдског армијског корпуса, на кога је штаб 2. оклопне армије (на саветовању одржаном 17. маја 1944. године у Врњачкој Бањи) пренео непосредно руковођење операцијом на Дрвар, дефинитивно је утврдио план операције по правцима напада и издао оперативну заповест односним штабовима и командама. Следећег дана су групе „Обермајер“ и „Вицеман“ из састава 500. СС падобранско-ловачког батаљона кренуле железницом из Краљева према Новој Градишки. Група „Хазелвантер“ из састава 500. СС падобранско-ловачког батаљона кренула је камионом из Краљева за Петровград (Зрењанин) ради ангажовања у Дрварској операцији.
У селу Лазац, 28. јуна, у присуству већег броја грађана, освећене су и предате заставе јединицама Другог четничког јуришног корпуса.
Савезнички авиони су у току ноћи 11. августа бомбардовали Краљево и село Грдицу, а неколико бомби је пало и на село Рибницу. У току бомбардовања, које је трајало око пола часа, нису погођени значајнији војни објекти, нити су озбиљније оштећене саобраћајнице, изузев што је у Грдици запаљено складиште бензинских буради. Погинуло је више грађана, порушено је доста кућа, а погођена је и римокатоличка црква. Напад је поновљен 2. септембра.
Дана 16. октобра, јединице 2. пролетерске дивизије, у садејству са јединицама Црвене армије, отпочеле су надирање ка Краљеву. Ове снаге разбијају четничке јединице дуж обеју обала Западне Мораве и ослобађају Трстеник и Врњачку Бању. Немачке снаге су се повукле ка Краљеву.
Око 20. новембра почињу завршне операције за ослобађање Краљева. Шеснаеста српска бригада 25. дивизије посела је положаје Чукојевац - Угљарево, а 19. српска бригада ове дивизије упућена је на сектор Врба - Драгосињци, ради садејства са јединицама 2. пролетерске дивизије. На фронт према Краљеву, на десној обали Западне Мораве, стигле су 3. српска бригада 2. пролетерске дивизије и 19. српска бригада 25. српске дивизије. Други батаљон и један вод трећег батаљона 3. српске бригаде пребацили су се, под борбом, на леву обалу Ибра јужно од Матарушке Бање и посели положаје на сектору Прогорелица - Главица. Други и 3. батаљон 3. српске бригаде напали су и протерали немачке делове који су се налазили у рејону села Прогорелица и на Железничкој станици Матарушка Бања, на којој су заплењене велике количине наоружања, муниције и друге ратне опреме. Зачеље маршевске колоне немачке армијске групе “Е” прошло је 27. новембра кроз Краљево, повлачећи се према Чачку, Ужицу и даље према Дрини. У току 28. новембра повукла се ка Краљеву и заштитница са положаја села Церје - Добре Стране - Маглић.
У току ноћи 28/29. новембра завршене су борбе и ослобођено је Краљево. Убијен је, протеран или заробљен и последњи непријатељски војник. Тако је тачно после три године и седам и по месеци окупације и четрдесетпетодневних тешких борби ослобођен град који је поднео огромне људске жртве и претрпео велика материјална разарања. Пошто су задњих дана новембра 1944. године заузети сви прилази граду, рано изјутра 28. новембра јединице 4. пролетерске бригаде заузеле су полазне положаје, припремајући се за јуриш на град. Батаљони су кренули у напад са положаја Панчево - Кованлук - ушће Жичке реке. Истовремено су се, на одсеку с. Ратина - р. Западна Морава, спремиле за прелазак преко р. Ибра и јединице Црвене армије (1041. стрељачки пук 223. дивизије). У напад је кренуо, газећи набујали Ибар и под јаком ватром Немаца са утврђених положаја 1. батаљон 4. бригаде. Заузевши прве положаје на левој обали Ибра, у садејству са наведеним пуком Црвене армије, бригада је током 28. новембра до дубоко у ноћ водила уличне борбе да би, коначно, 29. новембра град освануо у слободи. Нападу на Краљево садејствовали су и делови 3. и 6. српске бригаде, који су са правца Рашке вршили притисак на непријатеља. У току ових борби убијено је преко 100 Немаца, а више десетина је рањено. Заплењено је или уништено 11 топова, два тенка, 200 пушака, 15 пушкомитраљеза, 250 возила разних врста, 600 вагона и две композиције ратне опреме. Партизански одред “Јово Курсула” ушао је у Краљево и одмах је преформиран у Посадни батаљон Команде места Краљево.
Дана 29. новембра Једнице 3. и 6. српске бригаде водиле су борбу са немачким заштитничким деловима у рејону села Мусина Река, а затим наставиле напредовање према Чачку и избиле пред непријатељске положаје на линији села Заблаће - Јежевица - Виљуше. Јединице Црвене армије, које су учествовале у борбама за ослобођење Краљева, извршиле су покрет према северу. 9. децембра, четврта пролетерска бригада напустила је Краљево и кренула према Чачку.
Тиме је завршен, за Краљево најстрашнији рат у његовој историји.